# Ліжо
Ліжо (порт. Lijó; МФА: [ɫɨ.ˈʒɔ]) — парафія в Португалії, у муніципалітеті Барселуш. Розташована в північно-західній частині країни, на теренах історичної португальської провінції Дору-Міню. Входить до складу округу Брага. За адміністративним поділом, чинним до 1976 року, терени парафії були складовою провінції Міню. Належить до Бразької архідіоцезії Католицької церкви. Патрон — Діва Марія. Площа — 4,4192 км². Населення — 2306 ос. (2011). Середньо урбанізований регіон. Густота населення — 521,81 осіб/км²
. Код — 030243.

## Населення
| Кількість мешканців | Кількість мешканців | Кількість мешканців | Кількість мешканців | Кількість мешканців | Кількість мешканців | Кількість мешканців | Кількість мешканців | Кількість мешканців | Кількість мешканців | Кількість мешканців | Кількість мешканців | Кількість мешканців | Кількість мешканців | Кількість мешканців |
| ------------------- | ------------------- | ------------------- | ------------------- | ------------------- | ------------------- | ------------------- | ------------------- | ------------------- | ------------------- | ------------------- | ------------------- | ------------------- | ------------------- | ------------------- |
| 1864                | 1878                | 1890                | 1900                | 1911                | 1920                | 1930                | 1940                | 1950                | 1960                | 1970                | 1981                | 1991                | 2001                | 2011                |
| 570                 | 643                 | 658                 | 719                 | 851                 | 854                 | 918                 | 1 093               | 1 164               | 1 442               | 1 731               | 1 977               | 2 147               | 2 191               | 2 306               |